# 重複度 (数学)
数学において、多重集合の元の重複度（ちょうふくど、じゅうふくど、英: multiplicity）は、それがその多重集合において現れる回数である。例えば、与えられた多項式方程式が与えられた点において持つ根の数など。
重複度の概念は、（「二重根」は二個と考えるなどの）例外を指定せずとも「重複度を込めて」(with multiplicity) と表現すれば正確に数えることができるという点で重要である。
重複度を無視する場合には、そのことを「相異なる根の個数」というように相異なる（あいことなる、英: distinct）と言って強調することもある。ただし、（多重集合ではなく）集合を考える場合には「相異なる」と断らずとも自動的に重複度は無視される。

## 素因数の重複度
素因数分解において、例えば、
{\displaystyle 60=2\times 2\times 3\times 5}
だと、素因数 2 の重複度は 2 であり、各素因数 3 と 5 の重複度は 1 である。したがって、60 は 4 つの素因数をもつが、異なる素因数は 3 つしかもたない。

## 多項式の根の重複度
{\displaystyle F} を体とし {\displaystyle p(x)} を {\displaystyle F} に係数をもつ一変数多項式とする。元 {\displaystyle a\in F} は次のようなとき {\displaystyle p(x)} の重複度 {\displaystyle k} の根と呼ばれる。
ある多項式 {\displaystyle s(x)} が存在して {\displaystyle s(a)\neq 0} かつ {\displaystyle p(x)=(x-a)^{k}{s(x)}}とするとき、{\displaystyle k=1} であれば、{\displaystyle a} は単根（simple root）と呼ばれ、{\displaystyle k\geqq 2} であれば、{\displaystyle a} は重根 (multiple root) と呼ばれる。
例えば、多項式 {\displaystyle p(x)=x^{3}+2x^{2}-7x+4} は {\displaystyle 1} と {\displaystyle -4} を根としてもち、{\displaystyle p(x)=(x+4)(x-1)^{2}} と書くことができる。これが意味するのは、{\displaystyle 1} は重複度 2 の根であり {\displaystyle -4} は'単'根（重複度 1）である。重複度は「根が何回もとの方程式に現れるか？」として考えることができる。
多項式の導関数は多項式の重複度 {\displaystyle n} の根において重複度 {\displaystyle n-1} の根をもつ。多項式の判別式 が {\displaystyle 0} であることと多項式が重根をもつことは同値である。

### 重根の近くでの多項式関数の振る舞い

多項式 p(x) = x^{3} + 2x^{2} − 7x + 4 のグラフとその根（零点） -4 と 1。根 -4 は'単'根（重複度 1）でありしたがってグラフはこの根で x-軸とクロスする。根 1 は重複度が偶数でしたがってグラフはこの根で x-軸から跳ね返る。

多項式関数 {\displaystyle y=f(x)} のグラフは x-軸と多項式の実根で交わる。グラフは {\displaystyle f} の重根でこの軸に接し、単根では接しない。グラフは重複度が奇数の根で x-軸とクロスし、重複度が偶数の根で x-軸から跳ね返る（突き抜けない）。
{\displaystyle 0} でない多項式関数がつねに非負であることと、すべてのその根の重複度が偶数である {\displaystyle x_{0}} が存在して {\displaystyle f(x_{0})>0} であることは同値である。

## 交叉重複度
代数幾何学において、代数多様体の2つの部分多様体の共通部分は既約多様体の有限個の和集合である。そのような共通部分の各 component に対して交叉重複度 (intersection multiplicity) が取り付けられる。この概念は次の意味で局所的である。この成分の任意の生成点の近傍において起こることを見ることでそれを定義できる。一般性を失うことなく、交叉重複度を定義するために2つのアフィン多様体（アフィン空間の部分多様体）の共通部分を考えることができるということが従う。
したがって、2つのアフィン多様体 V1 と V2 が与えられると、V1 と V2 の共通部分の既約成分 W を考えよう。d を W の次元とし、P を W の任意の生成点とする。W の P を通る一般の位置にある d 個の超平面との共通部分は一点 P にreduceされる既約成分をもつ。したがって、共通部分の座標環のこの成分における局所環は素イデアルを 1 つしかもたず、したがってアルティン環である。それゆえこの環は基礎体上有限次元ベクトル空間である。その次元が V1 と V2 の W における交叉重複度 (intersection multiplicity) である。
この定義によってベズーの定理とその一般化を正確に述べることができる。
この定義は多項式の根の重複度を次のように一般化する。多項式 f の根はアフィン直線上の点で、その多項式によって定義される代数的集合の成分である。このアフィン集合の座標環は {\displaystyle R=K[X]/\langle f\rangle ,} ただし K は f の係数を含む代数閉体。{\displaystyle f(X)=\textstyle \prod \limits _{i=1}^{k}(X-\alpha _{i})^{m_{i}}} が f の分解であれば、R の素イデアル {\displaystyle \langle X-\alpha _{i}\rangle } における局所環は {\displaystyle K[X]/\langle (X-\alpha )^{m_{i}}\rangle } である。これは K 上のベクトル空間で、次元として根の重複度 {\displaystyle m_{i}} をもつ。
交叉重複度のこの定義は、本質的に Jean-Pierre Serre の本 Local algebra によるが、集合論的な成分（isolated component とも呼ばれる）に対してしかうまくいかず、埋め込まれた成分に対してはうまくいかない。埋め込まれたケースを扱うために理論は発達してきている（詳細は交叉理論を見よ）。

## 複素解析学において
z0 を正則関数  ƒ  の根とし、n を ƒ の n 次導関数の z0 における値が 0 とは異なるような最小の正の整数とする。このとき ƒ の z0 についての冪級数は n 次の項から始まり、ƒ は重複度（あるいは「位数」） n の根をもつという。n = 1 であれば、根は単根と呼ばれる (Krantz 1999, p. 70)。
有理型関数の零点と極の重複度もまた次のように定義することができる。有理型関数 ƒ = g/h があれば、点 z0 についての g と h のテイラー展開をとり、それぞれにおいて最初の 0 でない項を見つける（項の位数をそれぞれ m と n で表す）。m = n であれば、点は 0 でない値をもつ。m > n であれば、点は重複度 m − n の零点である。m < n であれば、点は重複度 n − m の極をもつ。